# Verdrag van Münster
Het Verdrag van Münster van 24 oktober 1648 was een verdrag tussen enerzijds Frankrijk met regent kardinaal Jules Mazarin voor de minderjarige Lodewijk XIV van Frankrijk, plus zijn bondgenoten, en anderzijds de keizer Ferdinand III van het Heilige Roomse Rijk en zijn partners. 
Het verdrag was onderdeel van de Vrede van Westfalen, die de Dertigjarige Oorlog (1618–1648) en de Tachtigjarige Oorlog (1568–1648) beëindigde.
- Vrede van Münster (30 januari 1648), die de Tachtigjarige Oorlog tussen het Spaanse Rijk en de Republiek der Zeven Verenigde Nederlanden beëindigde.
- Verdrag van Münster (24 oktober 1648), die de oorlog tussen Frankrijk en het Heilige Roomse Rijk (sinds 1635) beëindigde.[1]
- Vrede van Osnabrück (24 oktober 1648), die de oorlog tussen Zweden en het Heilige Roomse Rijk (sinds 1630) beëindigde.[1]

De Trois-Évêchés werden losgemaakt van het Heilige Roomse Rijk en de keizer gaf de Sundgouw, de landgraafschappen Opper- en Neder-Elzas en de landvoogdij over de Decapolis aan Frankrijk. 